# Лонке (Злотовський повіт)
Лонке (пол. Łąkie, нім. Lanken) — село в Польщі, у гміні Ліпка Злотовського повіту Великопольського воєводства.
Населення — 859 осіб (2011).
У 1975-1998 роках село належало до Пільського воєводства.

## Демографія
Демографічна структура станом на 31 березня 2011 року:
|          | Загалом | Допрацездатний вік | Працездатний вік | Постпрацездатний вік |
| -------- | ------- | ------------------ | ---------------- | -------------------- |
| Чоловіки | 447     | 113                | 302              | 32                   |
| Жінки    | 412     | 84                 | 260              | 68                   |
| Разом    | 859     | 197                | 562              | 100                  |